# Ловец (Тырговиштская область)
Ловец (болг. Ловец) — село в Болгарии. Находится в Тырговиштской области, входит в общину Тырговиште. Население составляет 468 человек (2022).

## Политическая ситуация
В местном кметстве Ловец, в состав которого входит Ловец, должность кмета (старосты) исполняет Димитр Стефанов Алексиев (Болгарская социалистическая партия (БСП)) по результатам выборов правления кметства.
Кмет (мэр) общины Тырговиште — Красимир Митев Мирев (инициативный комитет) по результатам выборов в правление общины.